# برناردو هوسای
برناردو هوسی (انگلیسی: Bernardo Houssay؛ ۱۰ آوریل ۱۸۸۷ – ۲۱ سپتامبر ۱۹۷۱) یک دانشمند در زمینه فیزیولوژی و غده درون‌ریز و متابولیسم اهل آرژانتین بود.
وی همچنین برنده جوایزی همچون کمک هزینه گوگنهایم و جایزه نوبل فیزیولوژی و پزشکی شده است.